# Neocalyptis
Neocalyptis is een geslacht van vlinders van de familie bladrollers (Tortricidae), uit de onderfamilie Tortricinae.

## Soorten
- N. affinisana (Walker, 1863)
- N. angustilineata (Walsingham, 1900)
- N. aperta Diakonoff, 1952
- N. krzeminskii Razowski, 1989
- N. monotoma Diakonoff, 1953
- N. morata Razowski, 1984
- N. nematodes (Meyrick, 1928)
- N. nexilis Razowski, 1984
- N. platytera (Diakonoff, 1983)
- N. rotundata Diakonoff, 1941
- N. telutanda Diakonoff, 1941
- N. tricensa (Meyrick, 1912)